# Botoşana
Botoşana é uma comuna romena localizada no distrito de Suceava, na região de Bucovina. A comuna possui uma área de 37.48 km² e sua população era de 2456 habitantes segundo o censo de 2007.